# Liste des cours d'eau du Bas-Rhin
Pour un article plus général, voir Géographie du Bas-Rhin.

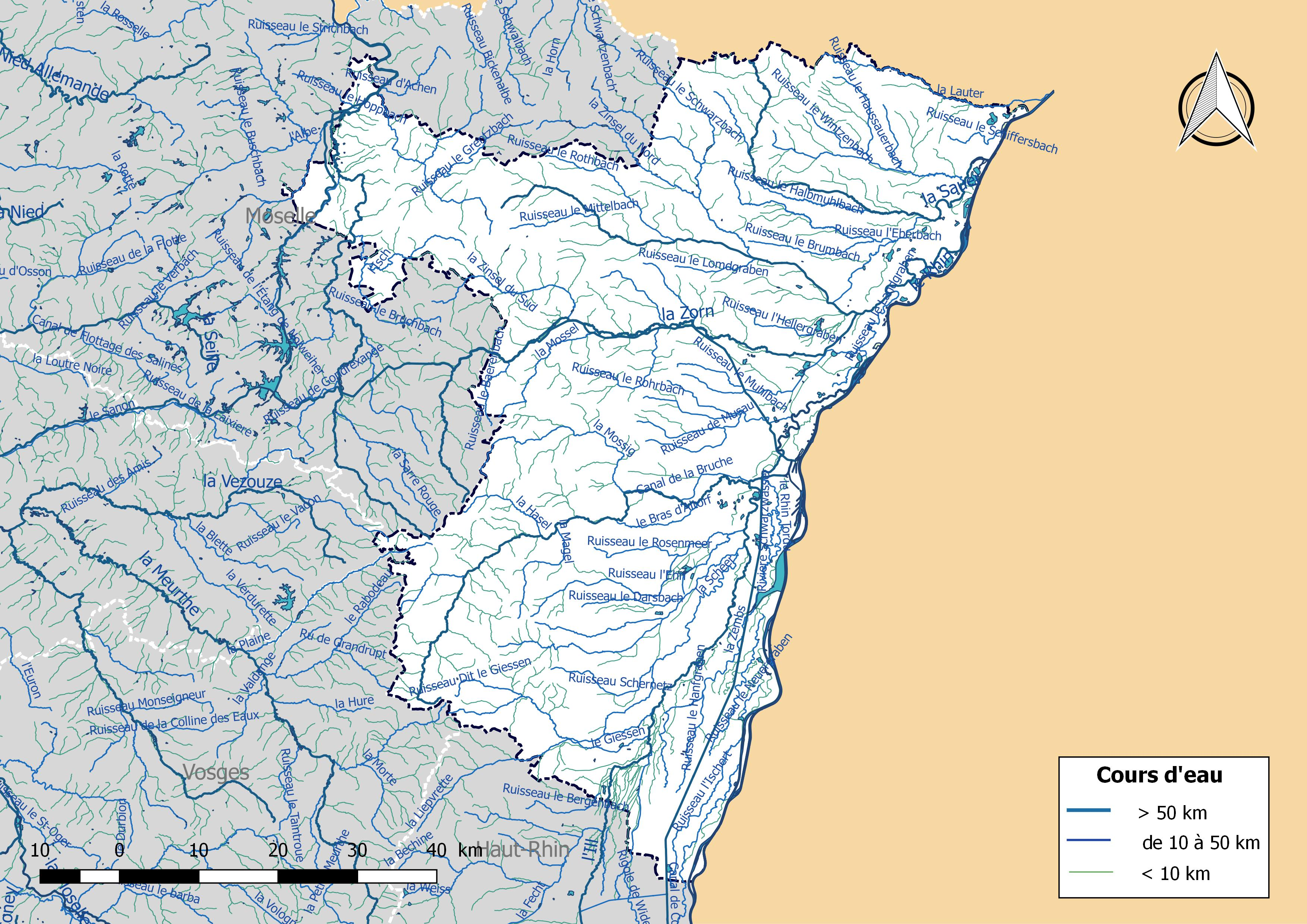
Réseau hydrographique du département du Bas-Rhin.

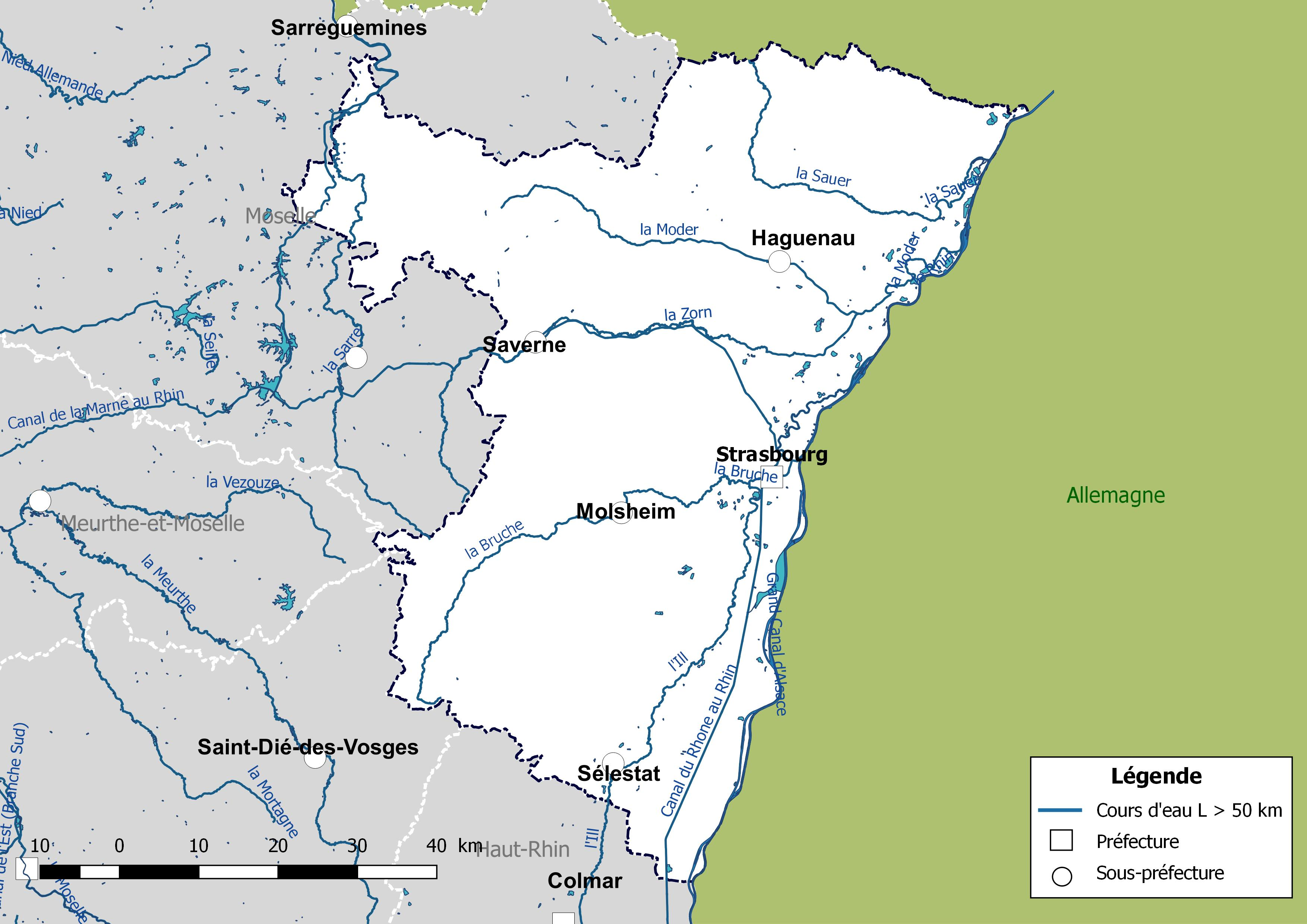
Carte des cours d'eau de longueur supérieure à 50 km drainant le département du Bas-Rhin.

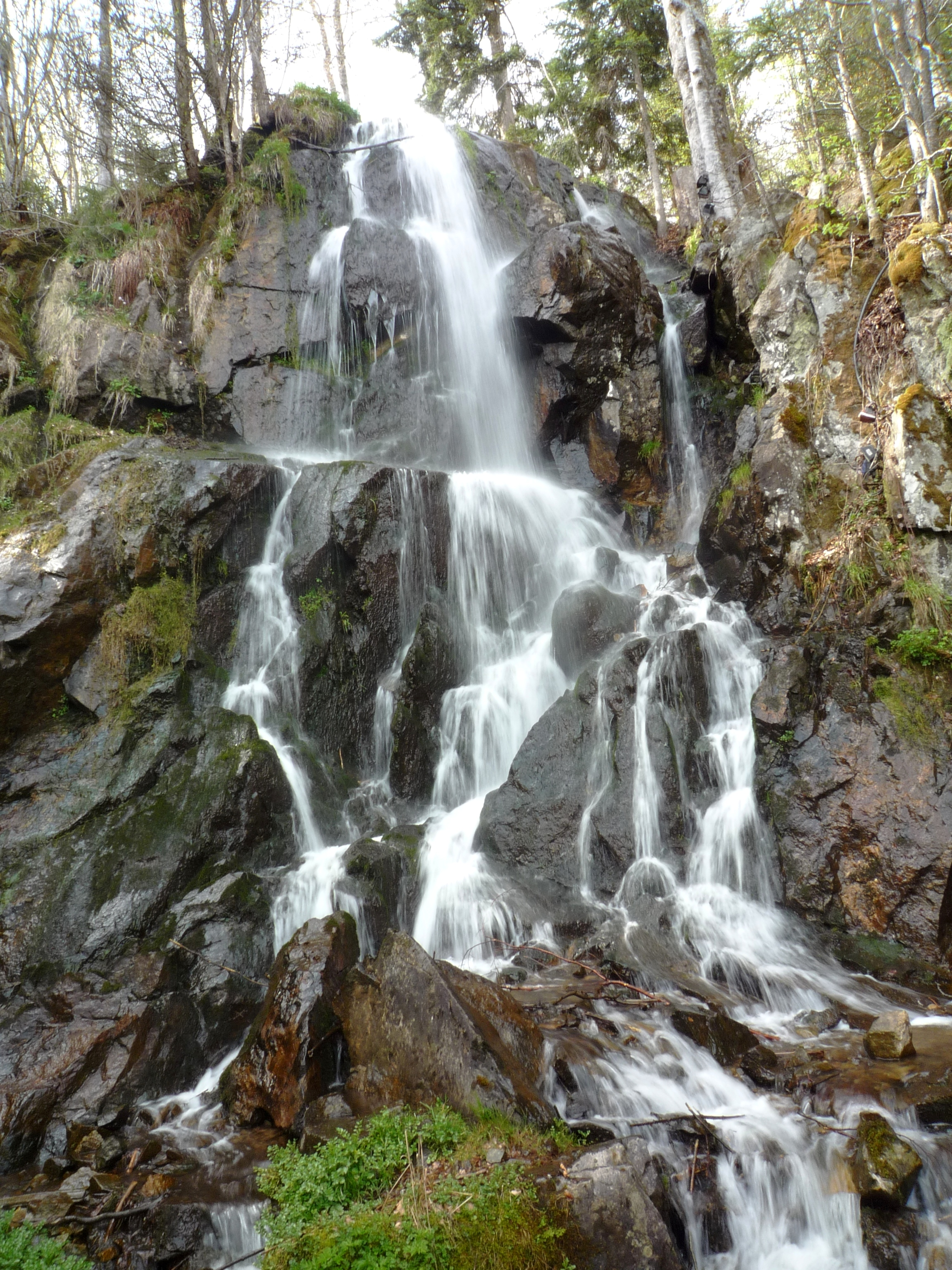
Cascade du Kreuzweg sur un affluent droit de l'Andlau au Hohwald.

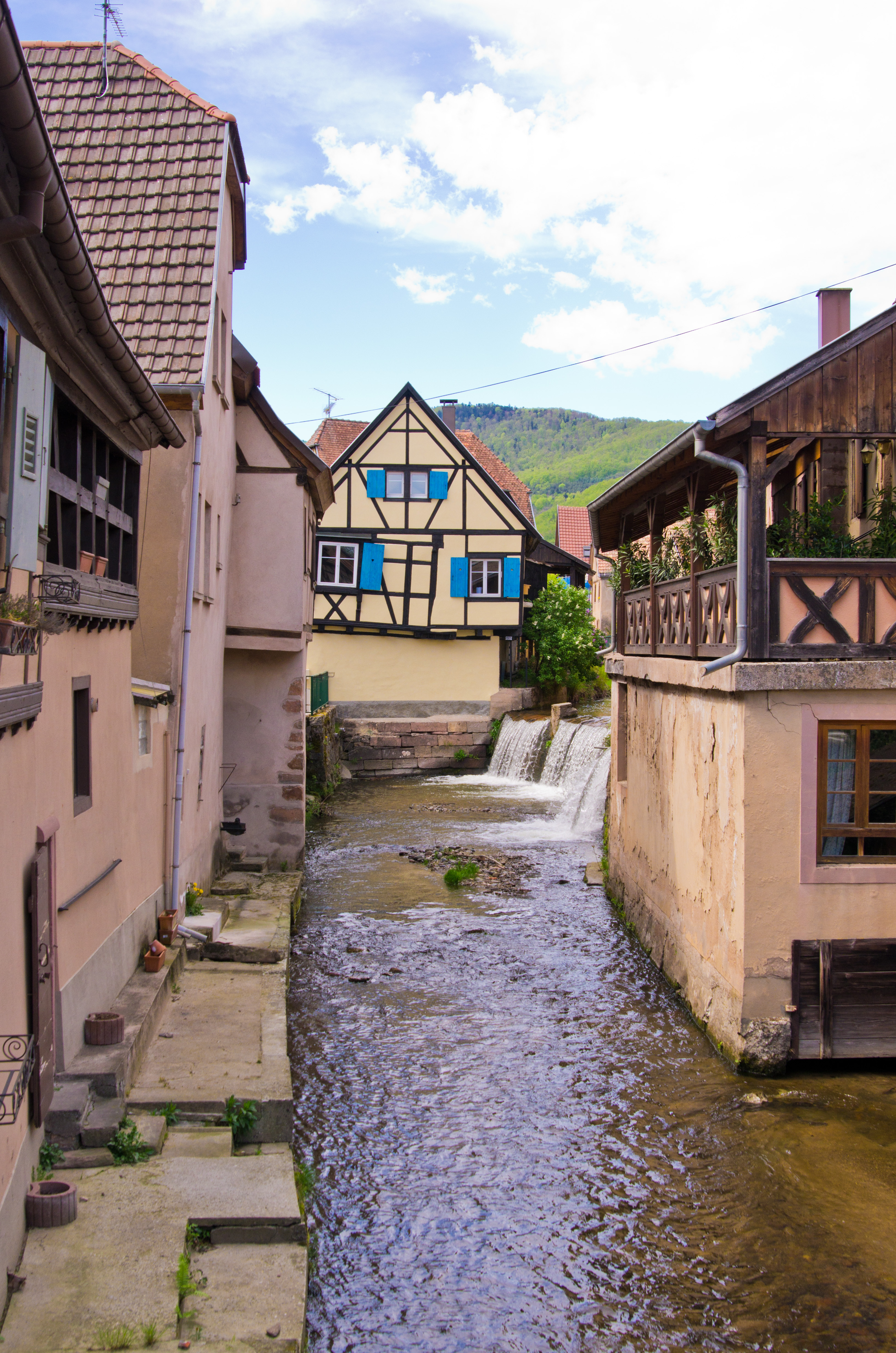
L'Andlau à Andlau.

La liste des cours d'eau du Bas-Rhin énumère les fleuves, rivières et autres cours d'eau qui parcourent en partie ou en totalité le département du Bas-Rhin. La liste présente les cours d'eau, généralement de plus de 10 km de longueur sauf exceptions, par ordre alphabétique, par fleuves et bassin versant, par station hydrologique, puis par organisme gestionnaire ou organisme de bassin.

## Classement par ordre alphabétique
- Aar[S 1], Andlau[S 2]
- Blind[S 3], Baerenbach[S 4], Bruche[S 5]
- Canal d'alimentation du Bassin de Plobsheim[S 6], Canal de la Bruche[S 7], Canal de la Marne au Rhin[S 8], Canal des houillères de la Sarre[S 9], Canal du Rhône au Rhin[S 10], Chirgoutte[S 11]
- Deutelbach[S 12]
- Eberbach[S 13], Ehn[S 14], Eichel[S 15]
- Falkensteinerbach[S 16], Fallgraben[S 17], Fossé des Faux Remparts[S 18]
- Giessen[S 19]
- Hanfgraben[S 20], Hasel[S 21], Hausauerbach[S 22]
- Ill[S 23], Isch[S 24]
- Kirneck[S 25], Krimmeri[S 26]
- Landgraben[S 27], Landgraben[S 28], Lauter[S 29], Lièpvrette[S 30], Lutter[S 31], Lutterbach[S 32]
- Magel[S 33], Minversheimerbach[S 34], Mittelbach[S 35], Moder[S 36], Moderbach[S 37], Mossel[S 38], Mossig[S 39], Mulhbach de Gerstheim[S 40]
- Netzenbach[S 41]
- Plaine[S 42], Petite Ill[S 43]
- Rhin supérieur[S 44], Rhin Tordu[S 26], Rohrbach[S 45], Rosenmeer[S 46], Rothaine[S 47], Rothbach[S 48]
- Sarre[S 49], Sauer[S 50], Scheer[S 51], Schernetz[S 52], Schwarzbach[S 53], Schwarzwasser[S 54], Schweinbachgraben[S 55], Seltzbach[S 56], Sommerau[S 57], Sommergraben[note 1], Souffel[S 58], Soultzbach[S 59]
- Waschgraben[S 60], Weil[S 61]
- Zembs[S 62], Zinsel du Nord[S 37], Zinsel du Sud[S 63], Zorn[S 64].

## Classement par fleuve et bassin versant

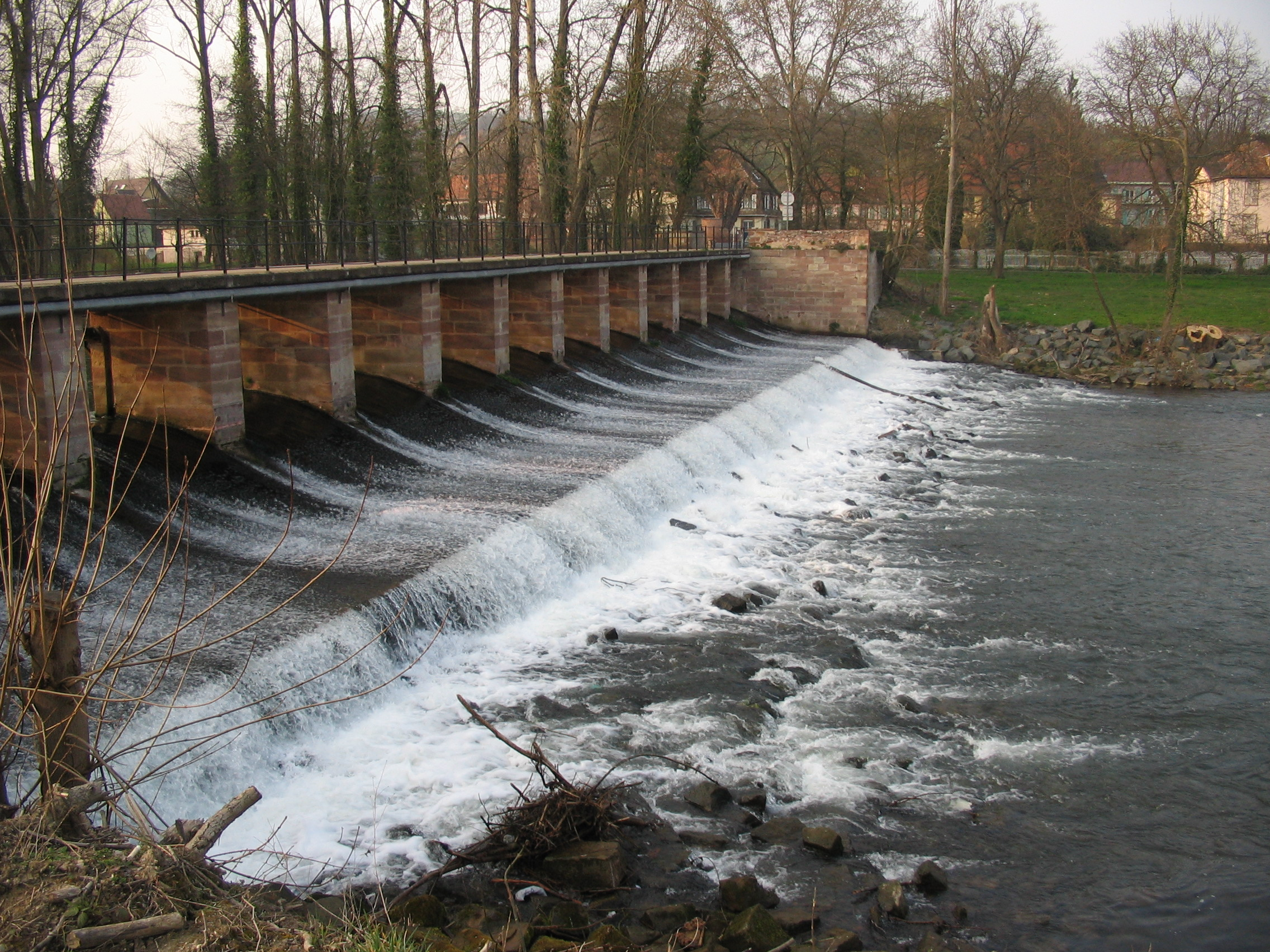
Barrage sur la Bruche à Wolxheim.

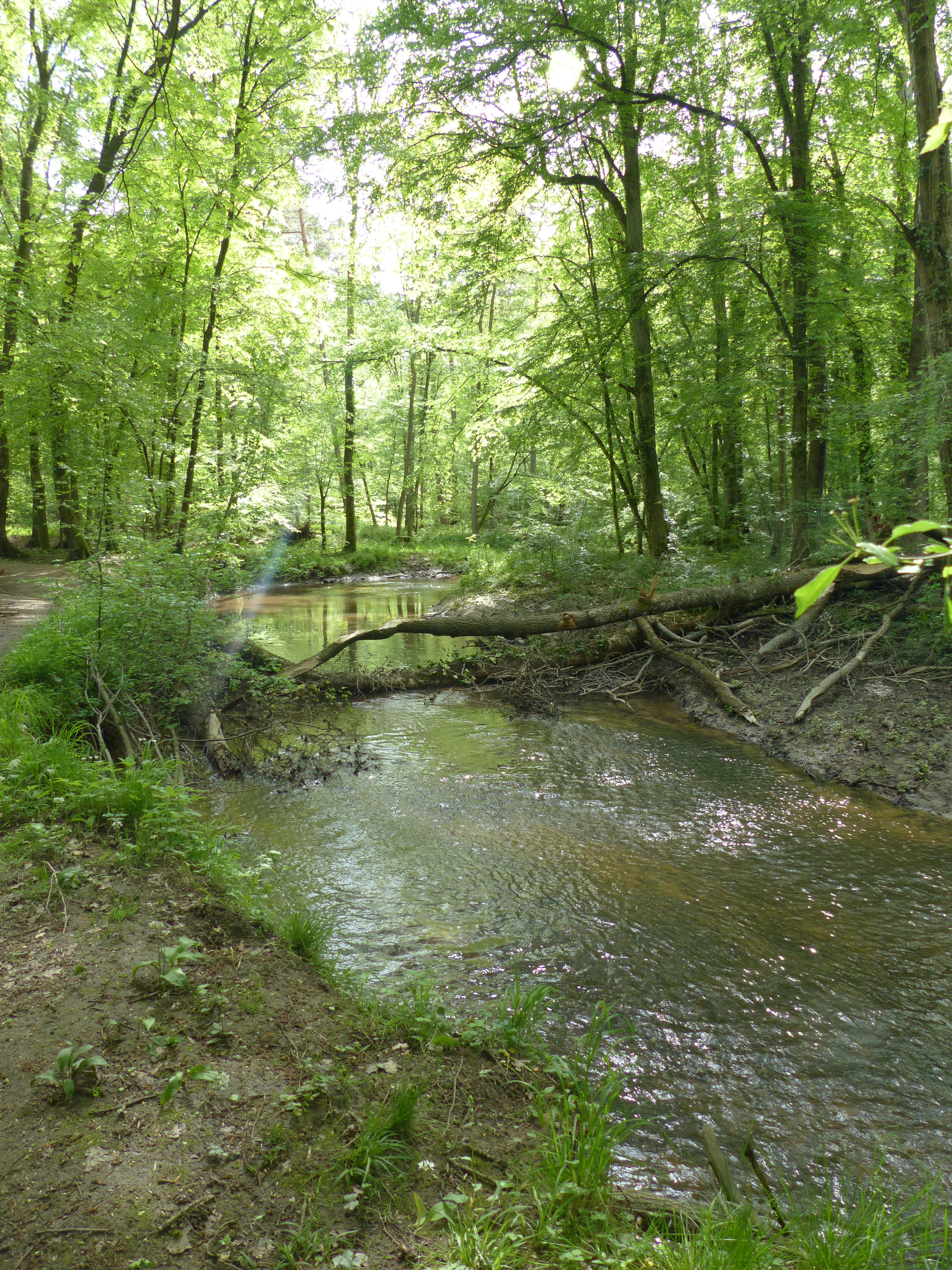
L'Eberbach en forêt de Haguenau.

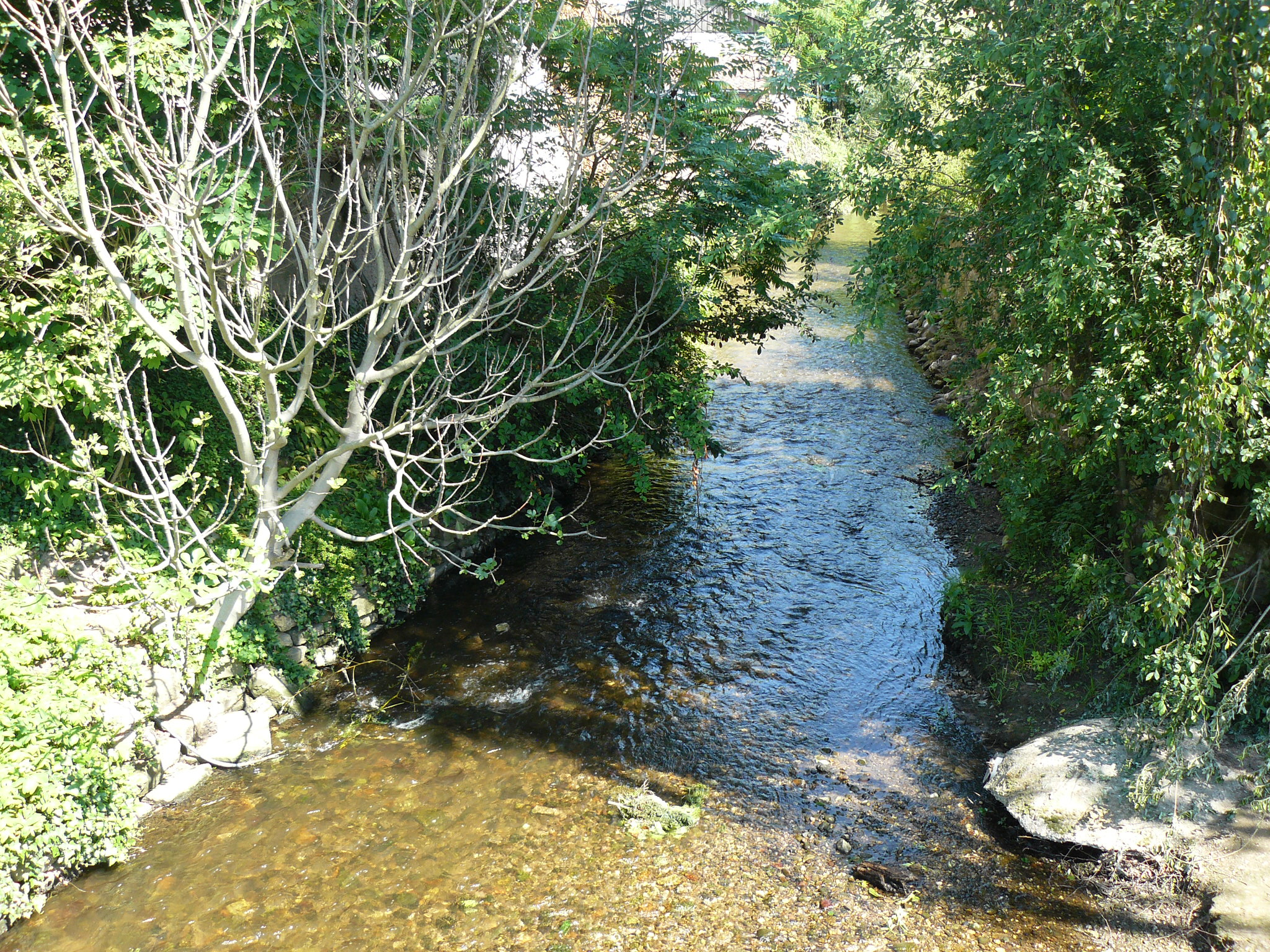
L'Ehn à Niedernai.

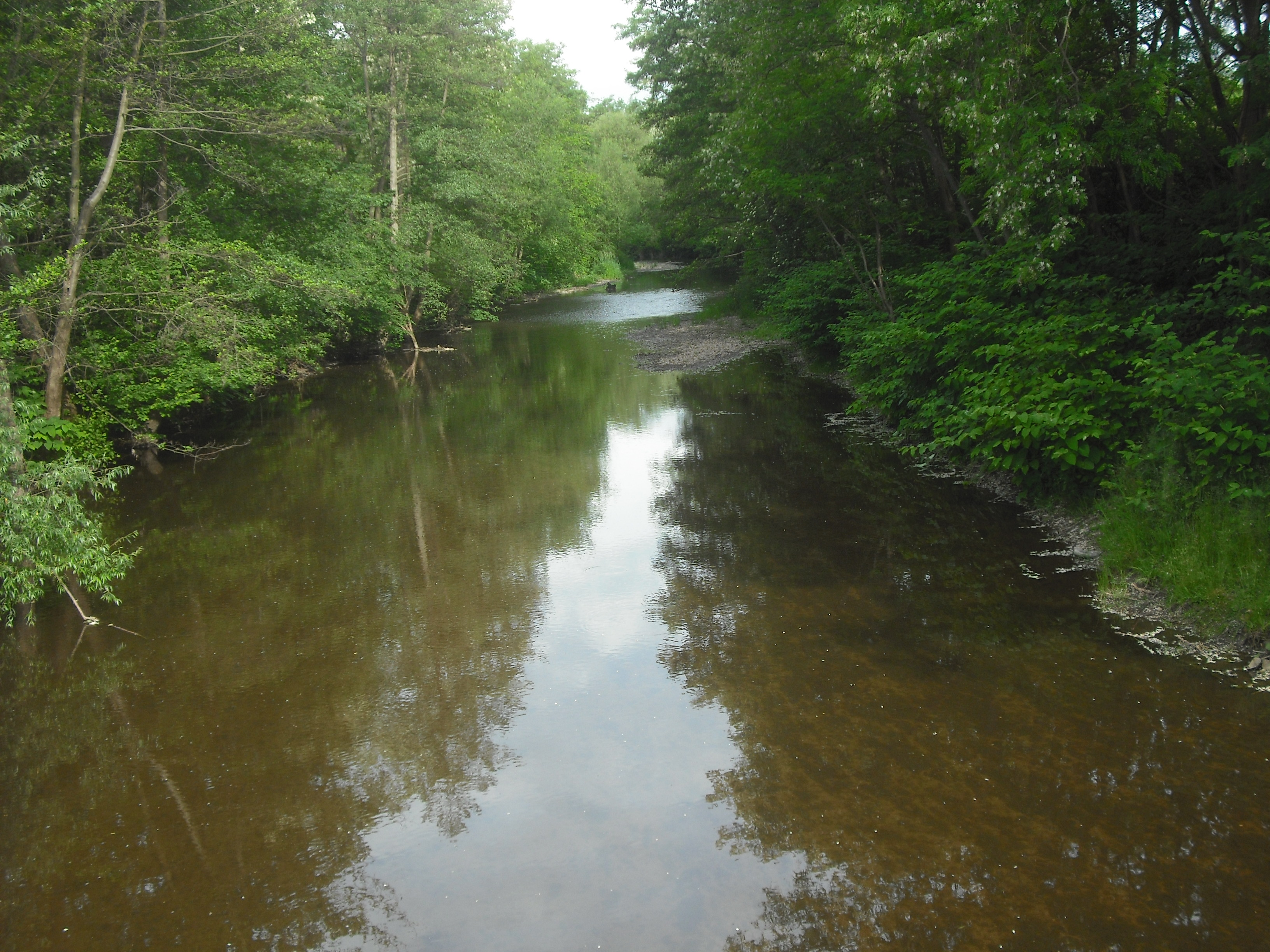
Le Giessen à Sélestat.

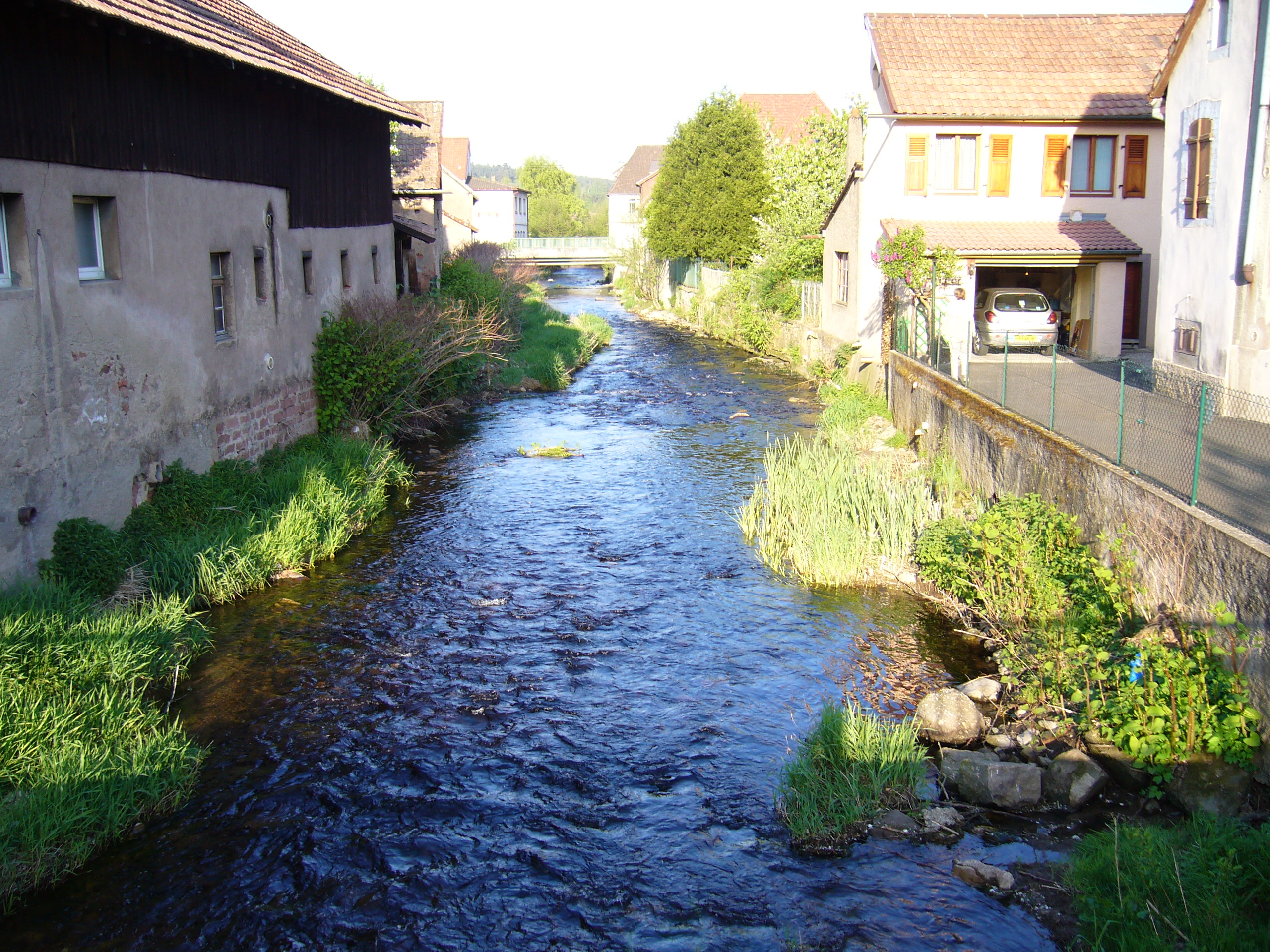
La Lièpvrette à Lièpvre.

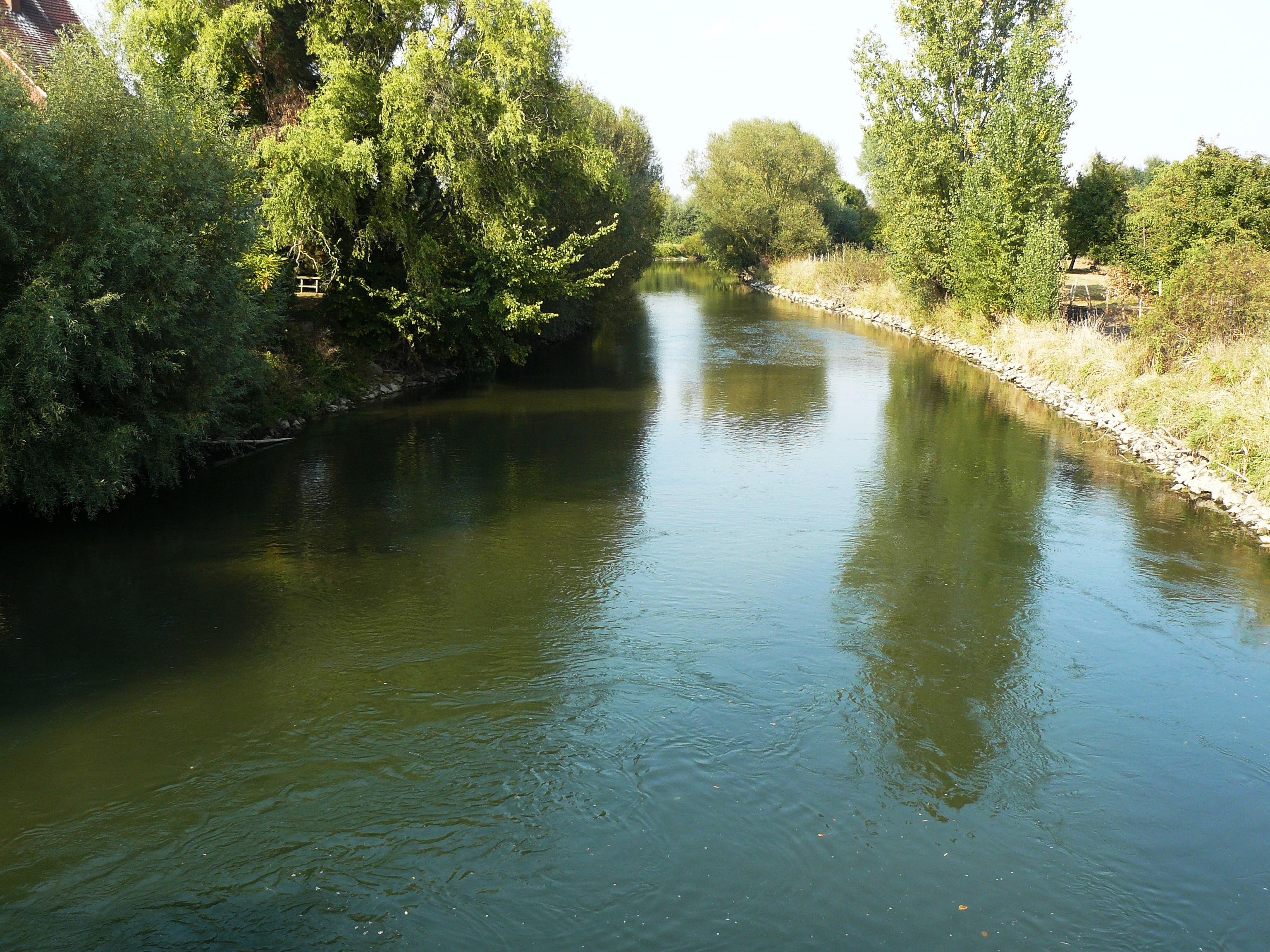
L'Ill à Muttersholtz.

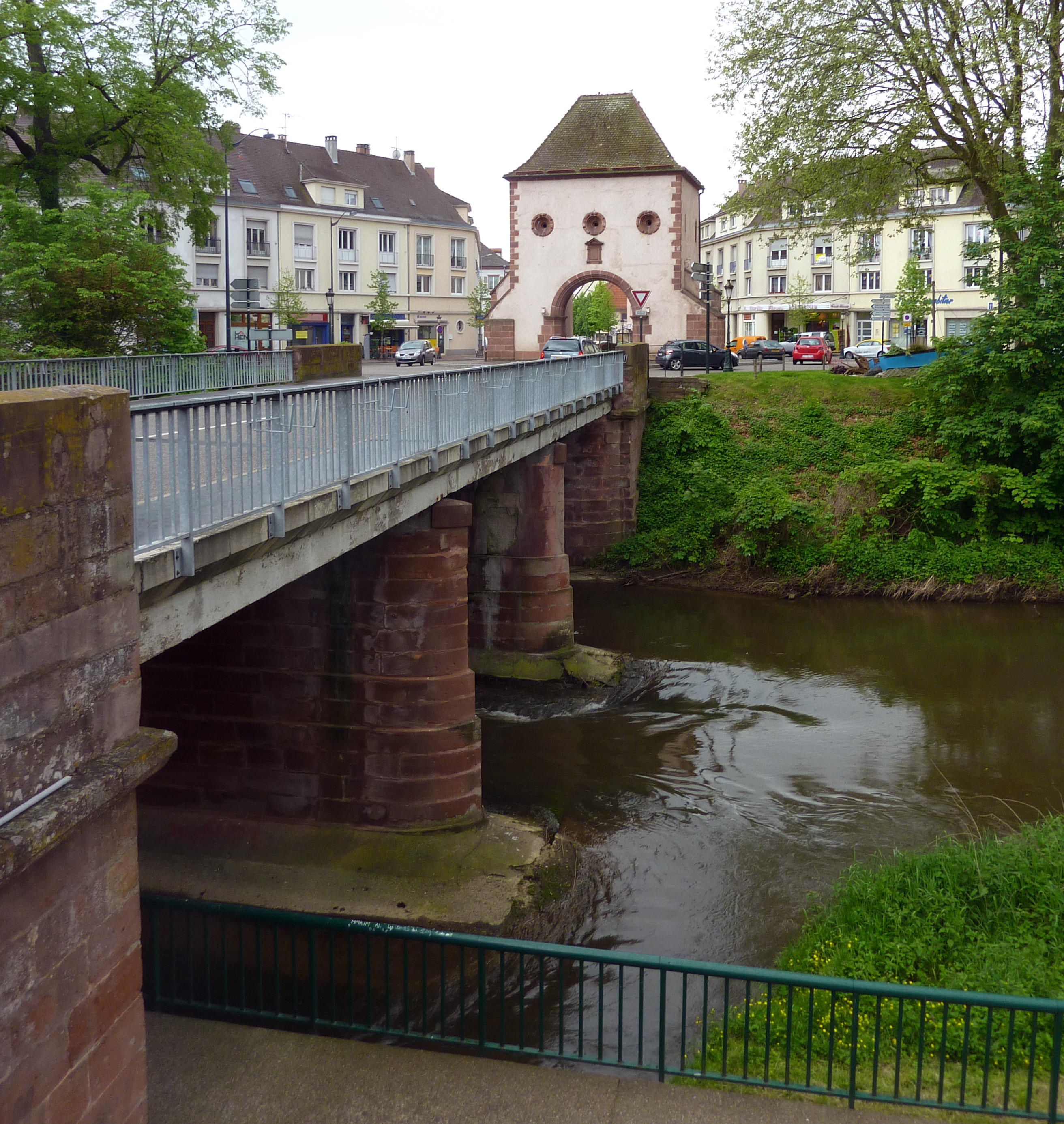
La Moder à Haguenau.

Le seul fleuve traversant le département Bas-Rhin est le Rhin, dont les affluents principaux traversant le même département sont l'Ill et la Sarre.
- Le Rhin, 812 km[S 44],[note 2]
  - le Fossé des Faux Remparts (rg), 2,1 km[S 18]
  - l'Ill (rg) 216,7 km[S 23]
    - le Canal d'alimentation du Bassin de Plobsheim, 32,4 km[S 6]
      - Muhlbach de Gerstheim (rd), 25,2 km[S 40]

    - l'Aar (rg), 3,2 km[S 1]
    - l'Andlau (rg), 42 km[S 2]
      - la Kirneck, 18,4 km[S 25]
      - la Scheer (rd), 40 km[S 51]
        - la Schernetz (rg), 17,7 km[S 52]

    - la Blind (rd), 21,8 km[S 3]
    - la Bruche (rg), 76,7 km[S 5]
      - la Chirgoutte (rd), 7,7 km[S 11]
      - la Hasel (rd), 14,4 km[S 21]
      - la Magel (rd), 17,4 km[S 33]
      - la Mossig (rg), 33,1 km[S 39]
        - la Sommerau (rg), 9,8 km[S 57]
          - le Sommergraben (rg), 1,4 km[note 1]

      - le Netzenbach (rg), 9,5 km[S 41]
      - la Rothaine (rd), 7,9 km[S 47]

    - le Canal de la Bruche (rg), 19,1 km[S 7]
    - le Giessen (rg), 33,6 km[S 19]
      - la Lièpvrette (rg), 24,9 km[S 30]
      - le Lutterbach (rd), 5,9 km[S 32]

    - l'Ehn (rg), 36,5 km[S 14]
      - le Rosenmeer (rg), 13,1 km[S 46]

    - la Largue (rg), 50,5 km[S 65]
      - le Soultzbach (rg), 16,7 km[S 59]

    - la Lutter (rg), 4,8 km[S 31]
    - la Petite Ill (rg), 4,9 km[S 43]
    - le Rhin Tordu ou Krimmeri (rd), 21,7 km[S 26]
      - la Schwarzwasser (rg), 12,4 km[S 54]

    - la Souffel (rg), 25,5 km[S 58]
    - la Weil (rd), 3,6 km[S 61]
      - la Zembs (r?), 25 km[S 62]
        - le Hanfgraben (r?), 14,8 km[S 20]

  - la Lauter (rg) 39 km[S 29]
  - la Moder (rg), 82,1 km[S 36]
    - le Mittelbach (rd), 12,4 km[S 35]
    - le Rothbach (rg), 22,8 km[S 48]
    - le Waschgraben (rd), 6,2 km[S 60]
    - la Zinsel du Nord (rg), 43,2 km[S 37]
      - le Falkensteinerbach (rg), 27,2 km[S 16]
      - le Moderbach, partie haute de la Zinsel du Nord ou septentrionale[S 37]
      - le Schwarzbach (rg), 23,8 km[S 53]

    - la Zorn (rd), 96,8 km[S 64]
      - le Baerenbach (rd), 11,3 km[S 4]
      - le Canal de la Marne au Rhin (rg), 292,6 km[S 8]
        - le Canal du Rhône au Rhin (rd), 133,1 km[S 10]

      - le Landgraben (rg), 41,2 km[S 28]
      - le Minversheimerbach (rg), 11,2 km[S 34]
        - le Schweinbachgraben ou Schweingraben (rg), 3,4 km[S 55]

      - la Mossel (rg), 21,2 km[S 38]
      - le Rohrbach (rg), 17,9 km[S 45]
      - la Zinsel du Sud (rg), 30,9 km[S 63]

  - la Moselle (rg) 560 km[S 66]
    - la Meurthe (rd), 160,6 km[S 67]
      - la Plaine (rd), 34,3 km[S 42]

    - la Sarre (rg) 246 km[S 49]
      - le canal des houillères de la Sarre (rg) 65,1 km[S 9]

  - le Rhin supérieur, partie haute et navigable du Rhin entre Bâle et Bingen am Rhein, 350 km[S 44]
  - la Sauer (rg) 64 km[S 50]
    - le Deutelbach (rd) 3,1 km[S 12]
    - le Seltzbach (rg) 33,1 km[S 56]
      - le Hausauerbach (rg) 14,5 km[S 22]

    - l'Eberbach (rd), 43,8 km[S 13]
      - le Fallgraben (rd), 14,3 km[S 17]
      - le Landgraben (rd), 10,6 km[S 27]

    - l'Eichel (rd) 32,4 km[S 15]
    - l'Isch (rd) 27 km[S 24]

## Hydrologie oustation hydrologique

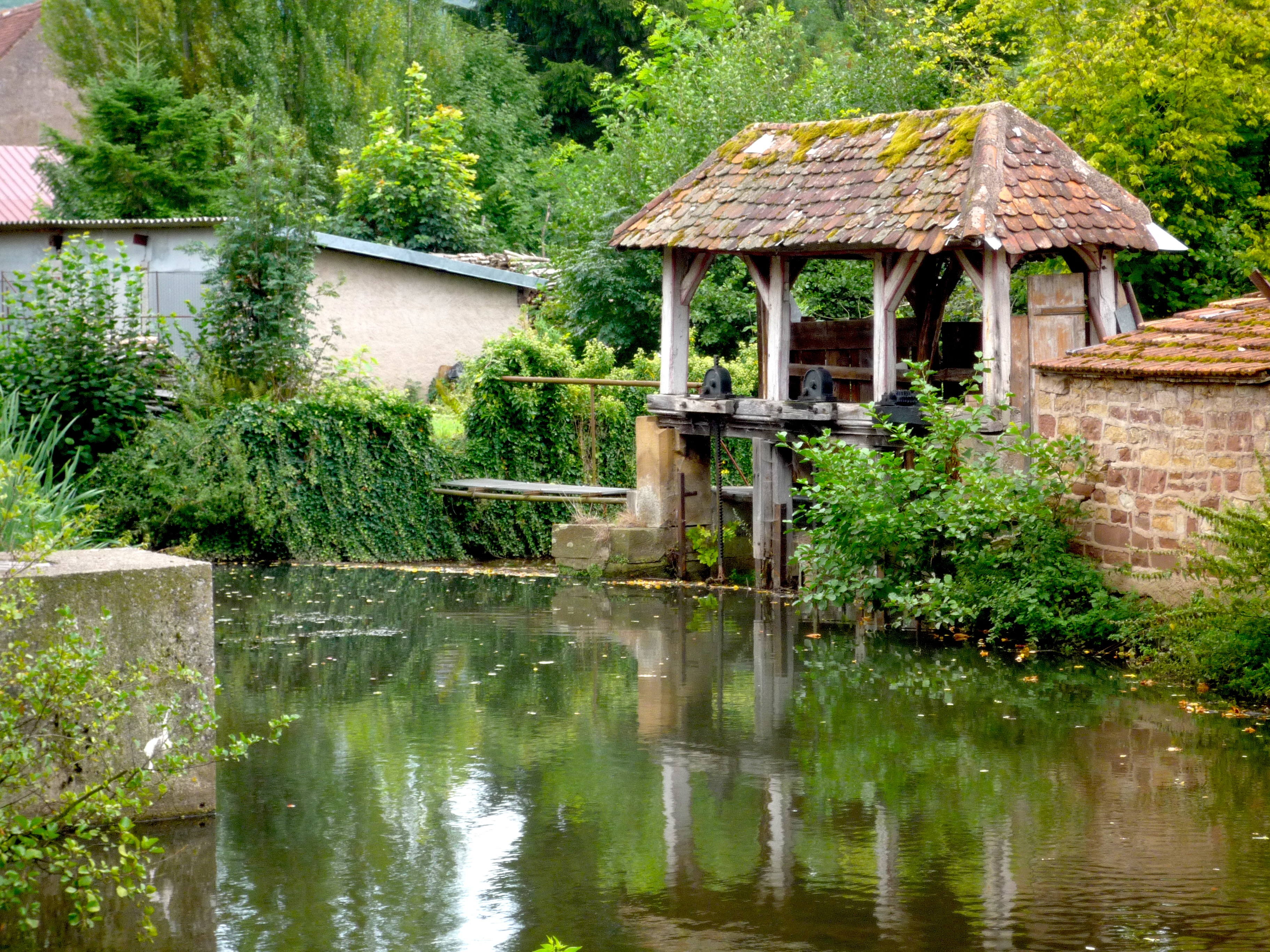
Barrage écluse sur la Mossig à Wasselonne.

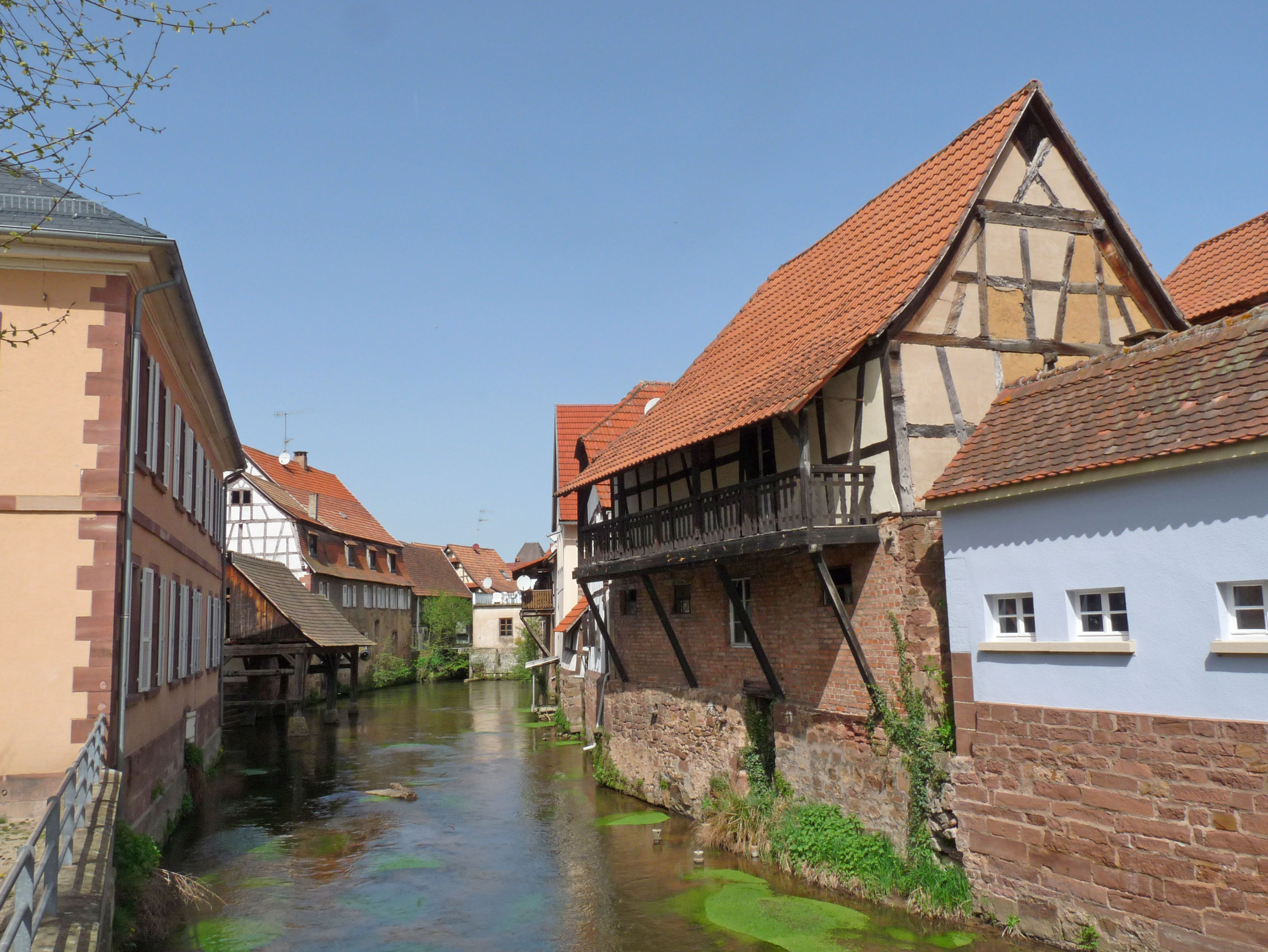
Maisons alsaciennes au bord de la Sauer, affluent du Rhin, à Wœrth.

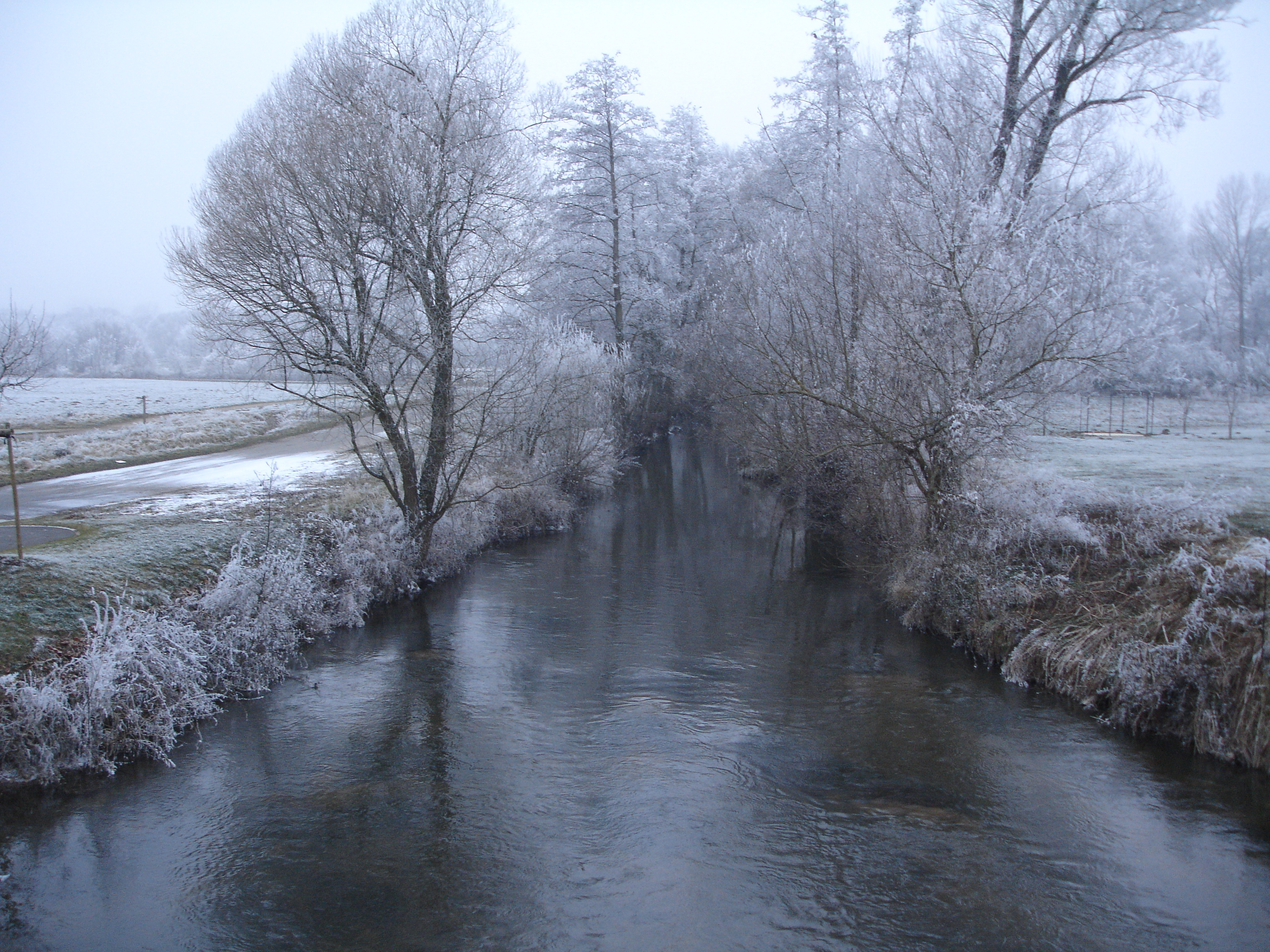
La Zinsel du Nord à Mertzwiller.

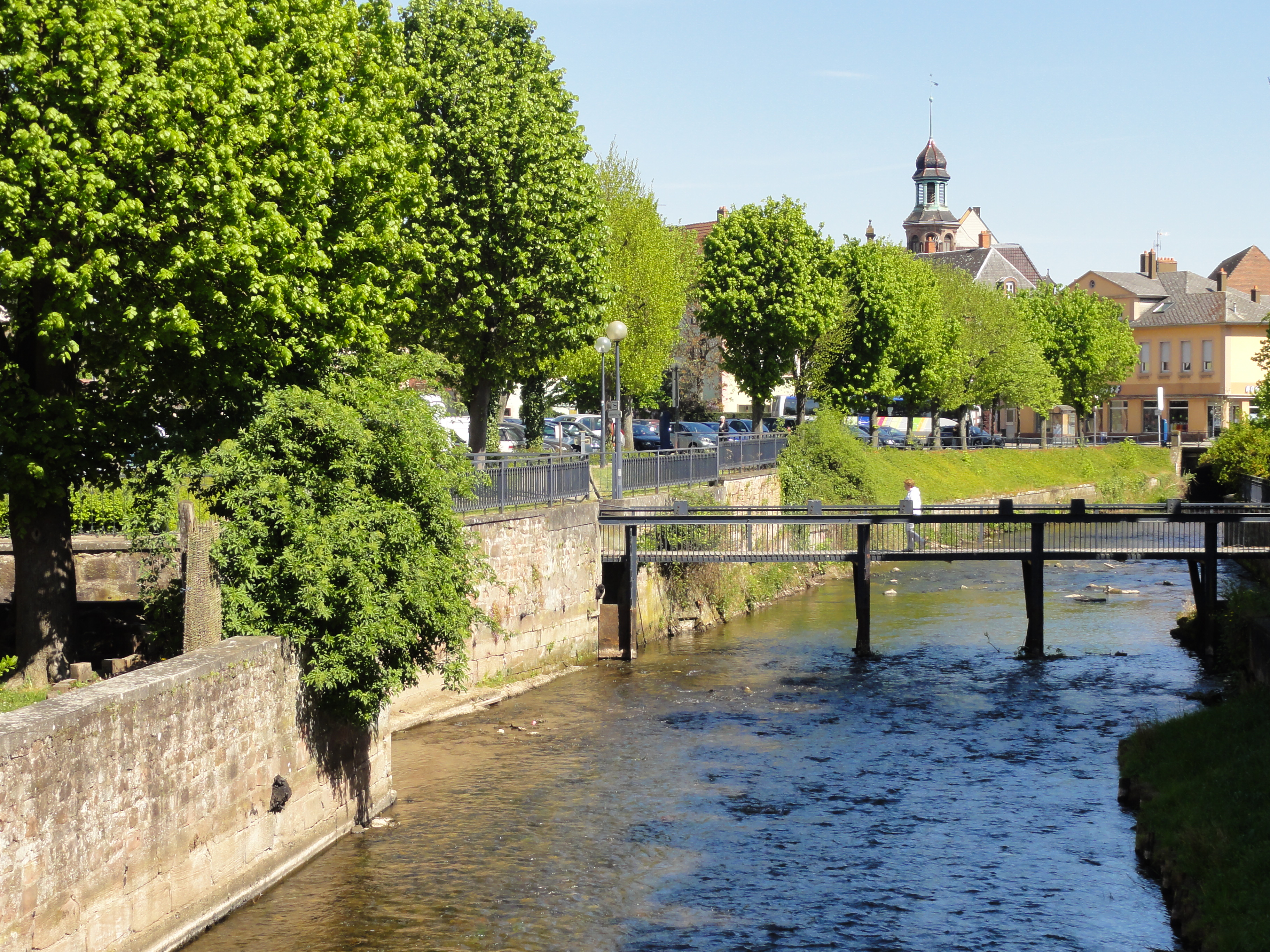
La Zorn à Saverne.

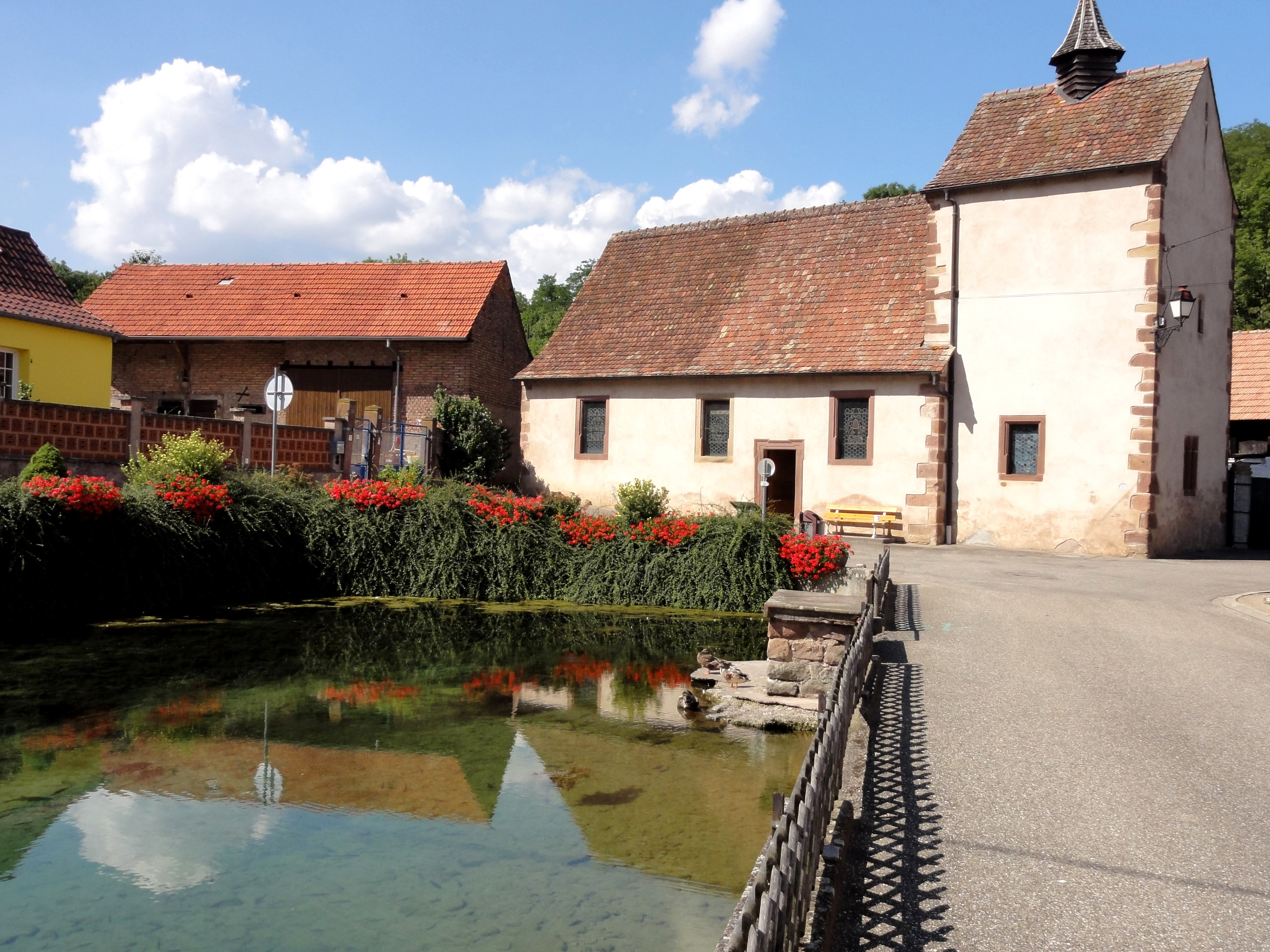
La source de la Souffel à Kuttolsheim.

La Banque Hydro a référencé les cours d'eau suivants :
- l'Andlau à :
  - Andlau[BH 1], Schaeffersheim[BH 2]
- l'Atweil à Obenheim[BH 3]
- la Blind à 
  - Ohnenheim[BH 4], Baldenheim[BH 5]
- la Basse de Russ à Russ[BH 6]
- la Blies à :
  - Strasbourg (Bliskastel -Allemagne)[BH 7], Strasbourg (Reinheim -Allemagne)[BH 8]
- la Bruche à :
  - Saulxures[BH 9], Russ (Wisches)[BH 10], Russ (Wisches)[BH 11], (partielle) à Mutzig[BH 12], (totale) à Mutzig[BH 13], Wolxheim[BH 14], Holtzheim (2)[BH 15], Holtzheim (1)[BH 16], Oberschaeffolsheim[BH 17]
- le canal Couleaux à Mutzig[BH 18]
- le canal de l'Ill à Erstein[BH 19]
- la Chergoutte à Waldersbach (Belmont)[BH 20]
- l'Eberbach à Leutenheim[BH 21]
- l'Ehn à Niedernai[BH 22]
- le Falkensteinbach à Gundershoffen[BH 23]
- l'Eichel à :
  - Diemeringen[BH 24], Diemeringen[BH 25], Oermingen[BH 26]
- le Giessen à :
  - Thanvillé[BH 27], Sélestat (aval)[BH 28], Sélestat (emont)[BH 29], Sélestat (annonce des crues)[BH 30]
- le Hanfgraben à :
  - Sand[BH 31], Witternheim[BH 32]
- l'Ill à :
  - Kogenheim[BH 33], Osthouse[BH 34], Fegersheim (Ohnheim)[BH 35], Strasbourg (Montagne Verte)[BH 36], Strasbourg (Chasseur Froid, La Robertsau)[BH 37]
- l'Ischert à :
  - Sundhouse[BH 38], Diebolsheim[BH 39]
- la Lauter à Wissembourg (Weiler)[BH 40]
- la Lièpvrette à la Vancelle (Hurst)[BH 41]
- la Magel à Rosheim (Roosberg)[BH 42]
- la Moder à :
  - Obermodern-Zutzendorf[BH 43], Schweighouse-sur-Moder (amont)[BH 44], Schweighouse-sur-Moder (aval)[BH 45], Kaltenhouse[BH 46], Drusenheim[BH 47]
- la Mossig à :
  - Wangenbourg-Engenthal (Engenthal)[BH 48], Soultz-les-Bains[BH 49]
- le Mulhlbach à :
  - Gerstheim (Les Anges)[BH 50], Schœnau[BH 51]
- le Neuergraben à Boofzheim[BH 52]
- le Rhin à 
  - Strasbourg[BH 53], Strasbourg (Kehl Kronenhof - Allemagne)[BH 54], Strasbourg (Pont de l'Europe)[BH 55], Strasbourg (sémaphore nord)[BH 56], Strasbourg (Sémaphore nord)[BH 57], Strasbourg (Pittersdorf - Allemagne)[BH 58], Lauterbourg[BH 59], Strasbourg (Maxau - Allemagne)[BH 60]
- la Rothaine à Natzwiller[BH 61]
- le ruisseau de Baschney à Grendelbruch[BH 62]
- le ruisseau de Bindernheim à Bindernheim[BH 63]
- la Sarre à :
  - Keskastel[BH 64], Diedendorf[BH 65], Strasbourg (Hanweiler -Allemagne)[BH 66]
- la Sauer à :
  - Gœrsdorf (Liebfrauenthal)[BH 67], Beinheim[BH 68]
- le Seltzbach à Niederrœdern[BH 69]
- la Souffel à Mundolsheim[BH 70]
- le Westerlachgraben à Friesenheim[BH 71]
- la Zembs à :
  - Herbsheim[BH 72], Erstein (Krafft)[BH 73]
- la Zinsel du Nord à Schweighouse-sur-Moder[BH 74]
- la Zinsel du Sud à Eckartswiller (Oberhof)[BH 75]
- la Zorn à :
  - Saverne (Schinderthal)[BH 76], Waltenheim-sur-Zorn[BH 77], Hœrdt (1)[BH 78], Hœrdt (2)[BH 79]